# Dialetto ajaccino

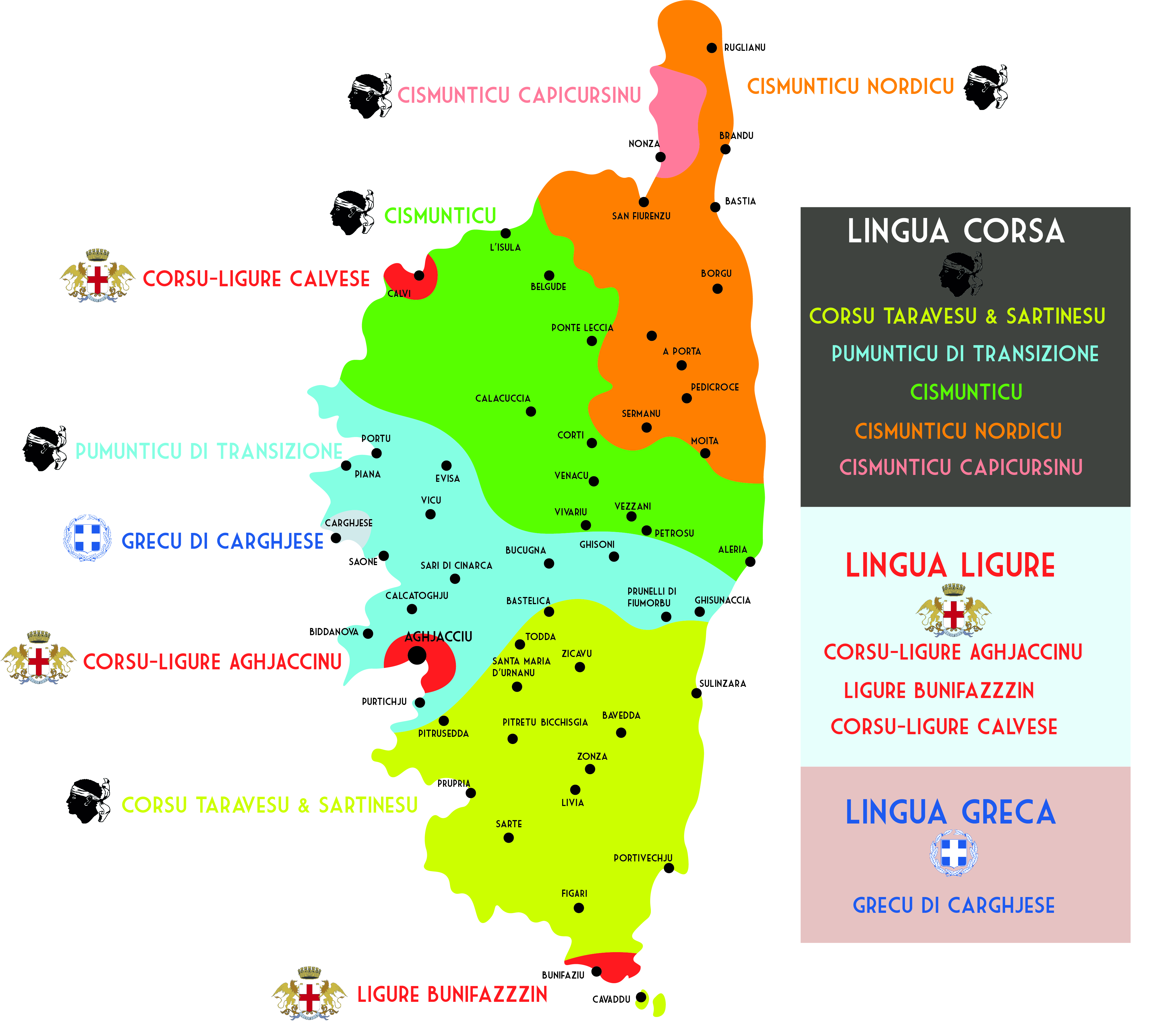
Dialetti corsi

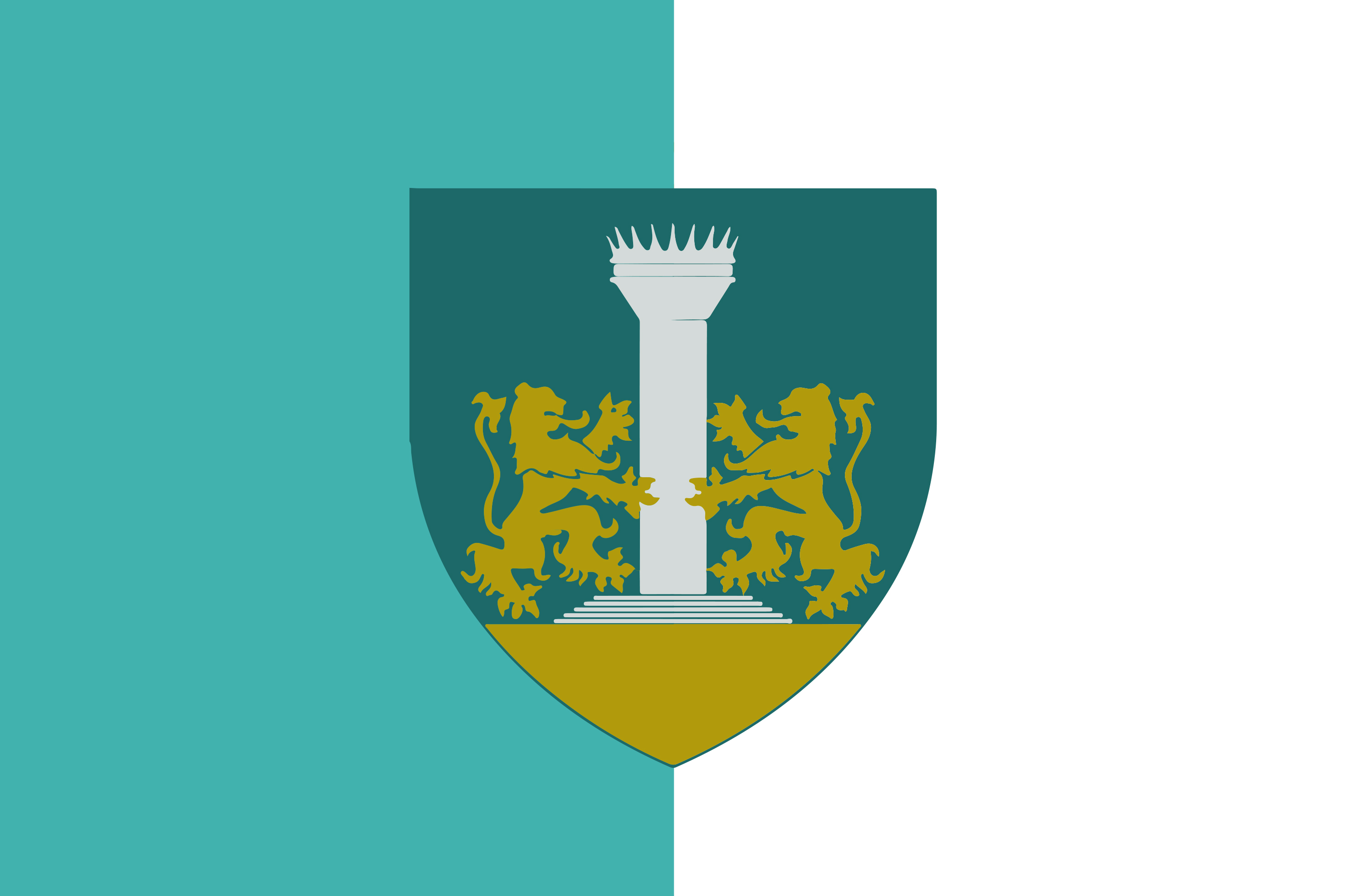
Bandiera d'Ajaccio

Il dialetto ajaccino (dialettu aghjaccinu) è una variante del gruppo corso con una notevole influenza ligure.

## Zona di transizione

### Tra cismontano e oltramontano
Ai margini (a nord e sud) di questa dividente vi è una zona intermedia di transizione nelle quali vi sono alcune caratteristiche assimilabili a ciascuno dei gruppi, nonché per altre particolarità locali. Sono di transizione tra quelli cismontani i dialetti della zona tra Piana a Calcatoggio e della Cinarca con Vizzavona (che presentano ad esempio esito verbale in chjamarìa come al sud), nonché quelli del Fiumorbo tra Ghisonaccia e Ghisoni (fiumorbacciu, che presenta la cacuminale) e tra quelli pomontinchi l'ajaccino (aghjaccinu, vero crogiuolo di mescolanze, ma con una base pomontinca e il -ll→-dd- cacuminale in fine di parola, pronuncia netta di -ghj-, plurale femminile in -i, cane e accattà e non ghjacaru e cumprà, ellu/ella e non eddu/edda; piccole variazioni: sabbatu>sabbitu, u li dà>ghi lu dà; sillaba finale spesso troncata e accentata: marinari>marinà, panatteri>panattè, castellu>castè, cuchjari>cuchjà) e i dialetti della Gravona (che però almeno nella parte meridionale hanno carattere più spiccatamente pomontinco), il bastelicaccio (che sarebbe pomontinco ma presenta alcune particolarità con il suo tipico rotacismo: Basterga) e il dialetto di Solenzara (che non conserva le vocali -i- e -u- corte latine: seccu, peru, rossu, croci, pozzu).

### Radice ligure e influenza francese

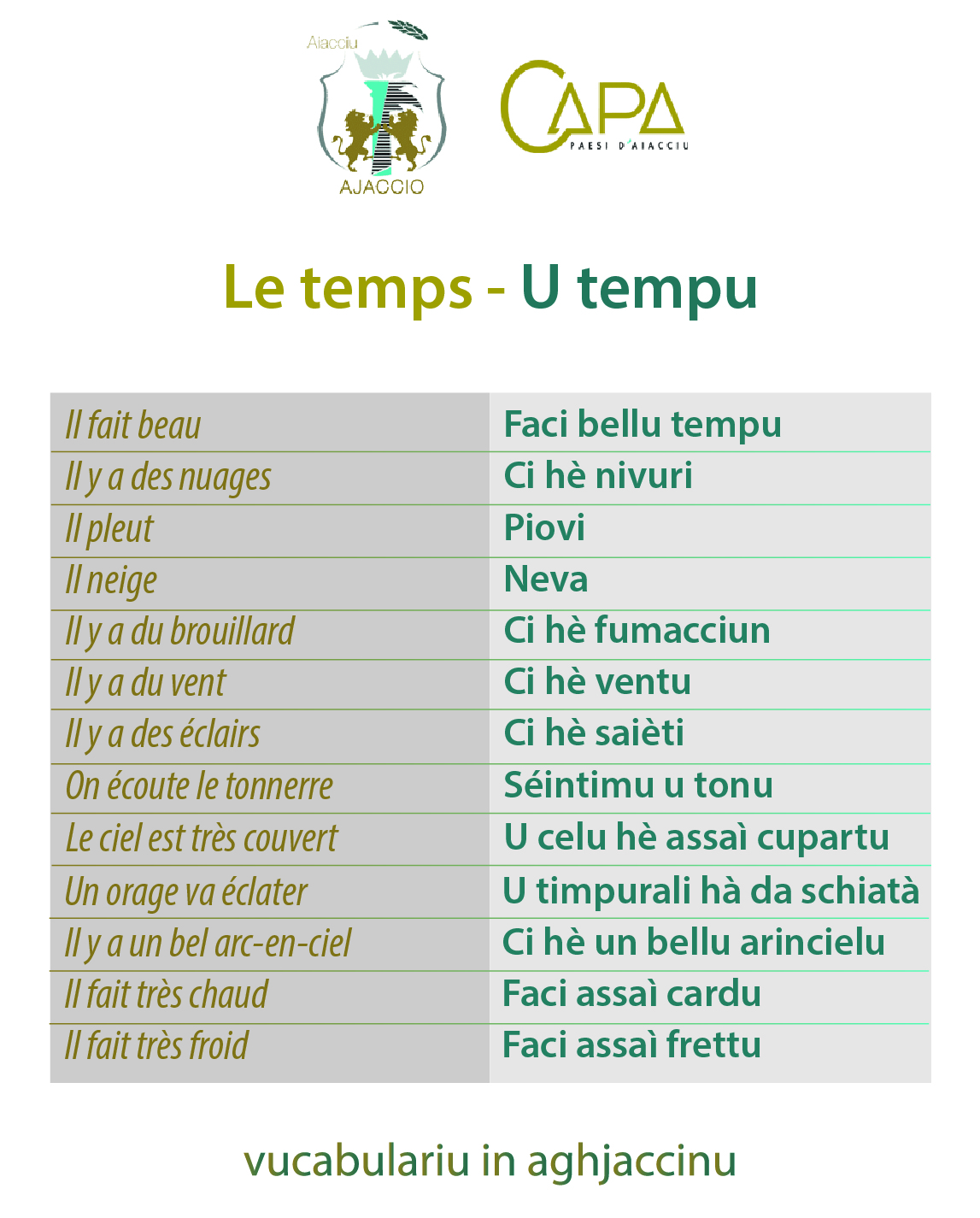
Vocabolario in dialetto ajaccino con la traduzione francese.

Ajaccio fu costruita dai genovesi, più tardi i corsi si stabilirono con i genovesi, formando questo particolare dialetto tra lingua corsa e lingua ligure, influenzato dal francese e dal provenzale.

## Proverbi ajaccini
- Invichjéindu, un baùllu divéinta un baùllun
- Chì arruba un ladrun hà cent'anni di pardun
- Verbi volen, scritti manen
- Vesti un bastun, pari un barun. Vesti una tama, pari una dama
- Nè pà maghju nè pà maghjun ùn ti caccià u to pillicciun
- Magna à to gustu è vesta ti à gustu di l'artri
- L'acqua và à u mari
- Ci voli à sapè dà u muzarellu pà pighjà u livazzun
- Calcataoghju, pocu cena è micca alloghju
- Chi un'hè margun è margun si credi, a lampassi in mari si n'averrara
- Cani chì abbaghja ùn mordi micca
- Corpu zazu ùn cunnosci à nisciun
- Ci vò à batta u farru quand'hè caldu
- Hà dà finiscia u trallallà
- Hà fattu com'è u buvon: è boga è boga! È hà finitu ind'a merda
- Indù ellu casca si lascia u pantalun
- S'hè fattu un saccu di nori
- Ùn hè nè pesciu nè margaghjun
- Mittaraghju u crespu à u catucciu
- Nè à torta nè a raghjun, ùn ti lascià metta in prighjun
- Avè un ciarbellu di cardalina
- Quali ùn hà fighjolu, ùn hà nisciun
- Sin'à a morte si arriva vivi
- Hè megliu vive da asinu chì moie da liun
- U tempu passa è a morte ven, biati quelli ch'anu fattu du ben
- A barca di dui patroni si ni falla aù fondu
- Pà cunnosci un amicu, ci voli avè magnatu un saccu di sali insemi
- A capra devi pascurà induva hè liata
- T'hà a sò léinzza in Campu di l'oru
- A chi dormi, un'pighja pesci
- U gattivu cani ùn mori mai
- Ùn si pò avè un peri in capu di muru è l'artru aì sanguinaghji
- A donna chi nimu un 'voli chjavà, tutti voli fà caccà
- A gallina chi canta hè quilla chi hà fattu l'ovu
- A gativu marinaru, tuttu li tarda à fa
- A ghjuvanetta chi va vera a sò camisgietta, prestu farà vera a sò lucirnetta
- A gocci a minuta partusa ancu u marmaru
- A mustella hè u pesciu di i tre F : fina, fresca è frita
- A muzza d'una vechja currùsa ghjè sempri bona pà u cazzu senza peli è u sarcicciu paisanu
- A st'ora qui, c'hè piu cazz 'in culu ch'a pignata aù focu
- A tannuta un'hè bona nè cotta nè crura
- A tola è in lettu, un's'invechja mai
- A tutt'ora, u cani piscia è a donna piegni
- A virità hè cum'à l'orghju, veni sempri agallu
- A vorpi perdi un pelu mà mica u viziu

## Esempi di testi scritti nel dialetto ajaccino
- "A pupulaziun aghjaccina ha guardatu sempri ver dì u mari è u sò soffiu ghjè marinarescu. I sò anziani ghjinuvesi di l'Aghjacciu di u 1492, erani pà u più, paìsani, marinari è curallari, allivati a fasgioli, civolli è pesci incù un pani d'orzu cusì amaru chì ci vulìa à bagnani i galletti in l'acqua di mari pà rendali magnevuri. L'aghjaccini sò fieri di sta storia è di un'idintità mantinuta inartirata à traversu l'usu di un linguaghju spiccificu. Una parlata chì, incù u tempu, s'hè arrichita di parolli purtati dà tutti quelli, corsi è francesi, vinuti à campà in città. Disgraziosaméinti stu linguaghju avali si perdi in freccia è u numaru di quilli chi praticanu sempri ghjè cunfidinziali è ristrettu à parsoni di più di sissant'anni. Rughjeru Miniconi, duttori in linguistica, hà vursutu raccoghja sta parlata aghjaccina cittadina è paìsana prima di à sò spariziun prugrammata à cort'andà. Un travaghju di più di trent'anni chì priséinta quì u sò risultatu."

- "U spaziu liturali ghjé cusi custruitu d'una mosaica di signuri chjamati loghidetti. Quisti, mimorizatti dà i lucutori, cumponanu una "carta mintali" chi priccisa a situazioni d'ognunu in l'ambienti, incù tutti i ditaghji di u litturali chi servanu di punti di signola pà l'attività maritimi è litturali. Tutt'omu hà a sò "propria" carta mintali, fruttu di à sò spirienzza, di u so sapè è di i sò bisogni. Si trasmetti à long'andà, di manera urali, aghjunta dà aquisti cuntinui pà i piu curiosi, purtati di a discuzzioni pirmanéinta incù l'artri piscadori ò cù i so parenti in mezu famighjari. A principali caratteristica di a tupunimia litturali veni di u fattu di una visiun marittima, di u mari versu a tarra, à bordu di una barca, pà avè cusi, u rinculu nicissariu pà un puntu di vista glubali di una zona di centu à cinquicentu metri di larghezza. I nomi cusì criati fin'aù seculu scorsu eranu niccisarii på palisà di manera pricisa un tarritoriu invistitu è idintificatu dà i ghjenti di mari, ch'un'avianu chi mezi naùtichi di scarzza capacità. Tutt'i ricanti di calun, i calanchi, i marini, i piu chjuchi cali, i scoghji spundarini, i più chjucarelli particularità naturali purtavani cusi numucci pricisi chi facivanu parti di a parlata marinaresca cume i nomi di u bistinu, di u fiuramu, di navigazziun, di barchi, di tarmini di u tempu o di u circondu. Ciò à di chi, quelli chi utilizavanu stu lessica marinarescu un'hannu vursutu fà cunnoscia sta parlata spicciali al dilà di a sò pruffissiun, smarcandusi cusi di a ghjenti di à tarra, di i "paisani", ch'un'puvianu nè capiscia sta stranaria ne ghjentra in lu sò mondu spaziu téimpurali."

(Parlata Aghjaccina, cittatina e paisana : Rughjeru Miniconi)

## Esempi
| Italiano    | Ligure Ajaccino    | Corso        | Genovese        |
| ----------- | ------------------ | ------------ | --------------- |
| scorpione   | scurpiun/tancuva   | scurpione    | scorpion/tancoa |
| sornione    | farzzun            | surnione     | amaliçiòu       |
| nuvola      | nivura             | nulu         | nûvia           |
| flemma      | sgrachjun          | caghjarone   | paciöra         |
| caldo       | cardu              | callu        | câdo            |
| senza       | séinzza            | senza        | sénsa           |
| nebbia      | fumacciun          | nebbia       | nébia           |
| servitore   | sirvéinti/sirvitù  | servente     | servitô         |
| candela     | candera            | candella     | candéia         |
| albero      | abeù               | arburu       | èrbo            |
| madonna     | maronna            | madonna      | madònna         |
| maledizione | malidizziun        | maladizzione | malediçión      |
| seta        | saièta             | seta         | séia            |
| pelliccione | pillicciun         | pilliccione  | pelìssun        |
| indolente   | caiornu            | michelazzu   | pötrón          |
| abisso      | ghjalatrun         | botru        | abìsso          |
| capo        | patrun             | patrone      | càppo           |
| gioielliere | ghjuelliè          | giuellieru   | gioielê         |
| cavalla     | ghjuméinta         | cavalla      | cavàlla         |
| regolazione | réigulaméintazziun | rigulazione  | regolamentaçión |